# 218

## Родени
- Галиен, римски император

## Починали
- Диадумениан, римски император